# Тисси-Ахитли
Тисси-Ахитли (тиндин. Исахкьи)
— село в Цумадинском районе Дагестана. Входит в состав сельского поселения Тиндинский сельсовет.

## География
Село находится на правом берегу реки Андийское Койсу, на высоте около 1 тысячи метров над уровнем моря, в 4,5 км к югу от села Агвали (райцентр) и в 125 км к юго-западу от Махачкалы.

## Население
| 1926 | 1939 | 1970 | 1989 | 2002 | 2003 | 2004 |
| ---- | ---- | ---- | ---- | ---- | ---- | ---- |
| 56   | ↗157 | ↗304 | ↘282 | ↗503 | →503 | ↘472 |
| 2007 | 2010 | 2021 |      |      |      |      |
| ↗501 | ↘446 | ↗573 |      |      |      |      |

Тисси-Ахитли - тиндинское село. По данным Всероссийской переписи населения 2010 года в селе проживало 446 человек[3].

## Происшествия
В результате крупного пожара 1 марта 2019 года порядка 60 человек остались без жилья. Из-за плотности домов в разной степени пострадали 17 хозяйств, из них 11 домов сгорели полностью, 6 — частично.
Республиканский Благотворительный фонд Инсан за сутки собрал три миллиона рублей для семей, лишившихся крова и имущества в результате пожара. Также помощь оказал и фонд «Чистое сердце».